# امانوئل راش
امانوئل راش (انگلیسی: Emanuel Raasch؛ زادهٔ ۱۶ نوامبر ۱۹۵۵) دوچرخه‌سوار اهل آلمان است.